# Billy Nencioli
Billy Nencioli, né René François Nencioli le 7 juin 1932 à Cannes et mort le 23 juillet 1997 dans le 15e arrondissement de Paris, est un chanteur et parolier français, également compositeur pour le cinéma.

## Biographie
Ses débuts d'auteur - compositeur - interprète sont parrainés en 1957 par Charles Aznavour, alors que Billy Nencioli vient de publier chez Columbia son sixième quarante-cinq tours. La même année, il signe les paroles et la musique de Porte des Lilas, qui obtient le Grand Prix de l'Académie française du disque (meilleure interprétation masculine) en 1958.
Depuis 1969, les enfants connaissent et apprécient Billy Nencioli qui incarne le personnage de Samsong, toujours vêtu d’un costume Empire et d’un chapeau haut de forme. Il propose plusieurs albums qui leur sont destinés et participe à des programmes jeunesse. D'abord dans "Rue des alouettes" sur l'ORTF puis dans "Récré A2" à partir du 28 mars 1979 et jusqu'au 25 juin 1980 dans lequel il propose des ateliers de bricolage. Il signe et interprète le générique “Récré A2, Amusons-nous” avant qu’il ne soit repris par Dorothée.

## Discographie
1979: Récré A2, Amusons-nous

## Filmographie
- 1960 : Les Lionceaux de Jacques Bourdon
- 1960 : Le Caïd de Bernard Borderie
- 1961 : L'Engrenage de Max Kalifa (acteur)
- 1969 : Poussez pas grand-père dans les cactus de Jean-Claude Dague
- 1970 : Désirella de Jean-Claude Dague